# Tysta skolan
Tysta skolan var en privatskola med inackordering för dövstumma barn som grundades 1860 av pedagogen Johanna Berglind i Stockholm. Namnet syftar på den inledande undervisningsmetoden som beskrevs som ”skriv-teckenmetod". Åren 1866–1910 var skolan belägen på en egendom vid Norrtullsgatan 51–67 i nuvarande Vasastan. Den flyttades därefter till Lidingö där till en början bedrev praktisk-teoretisk fortsättningsundervisning för dövstumma flickor innan den på 1930-talet omvandlades till yrkesskola. Skolan flyttade 1947 tillbaka till Stockholm där undervisningen drevs fram till nedläggningen 1971. Stiftelsen Tysta Skolan fortlever och fördelar fondernas avkastning i form av stipendier och anslag.

## Historik

### Tysta skolan i Stockholm

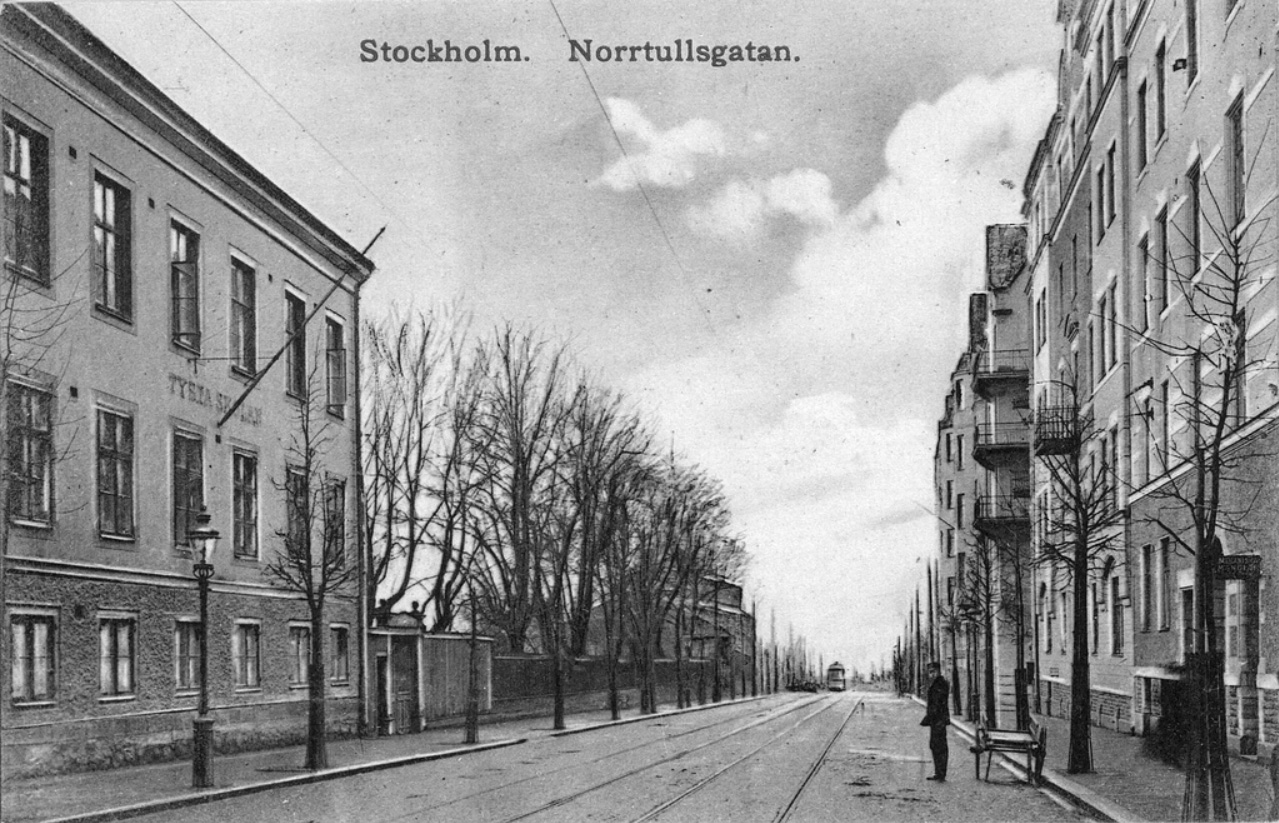
Tysta skolan vid Norrtullsgatan

Tysta skolan grundades 1860 av pedagogen Johanna Berglind som tidigare arbetat på Institutet för Blinda och Döfstumma på Manillaskolan. Skolhemmet för de dövstumma barnen inhystes till en början i en trång lägenhet på tre rum och kök på Norrlandsgatan 33, men flyttade 1862 till en mer lämplig bostad i malmgården Loviseberg på Stora Gråbergsgatan 25. Tack vare frikostiga donationer från bland annat skolans beskyddare Karl XV och drottning Lovisa kunde skolan 1866 förvärva Maria Ruckmans stora egendom vid Norrtullsgatan 51–57 (dåvarande 25) i stadens lantliga utkanter. Den bestod av flera byggnader, däribland det av Bellman omsjungna värdshuset Altona vilket omgjordes till skolhus, samt ett stort markområde.
Barnen mottogs vid en ålder av 8–10 år, och undervisningstiden var runt 8 år. Hemmet var avgiftsbelagt där man betalade 150 för halv- och 350 kronor för helpension. Utöver dessa fanns även friplatser för mindre bemedlade. Till en början tillämpades i princip bara skriv- och teckenmetod i undervisningen, då Berglind var motståndare mot talmetoden. 1882 trädde Berglind tillbaka från rollen som föreståndarinna varvid Amy Segerstedt tillträdde tjänsten. Från och med detta år tillämpades istället talmetod i undervisningen. Vid denna tid uppgick antalet elever till 18.

### Tysta skolan flyttar till Lidingö

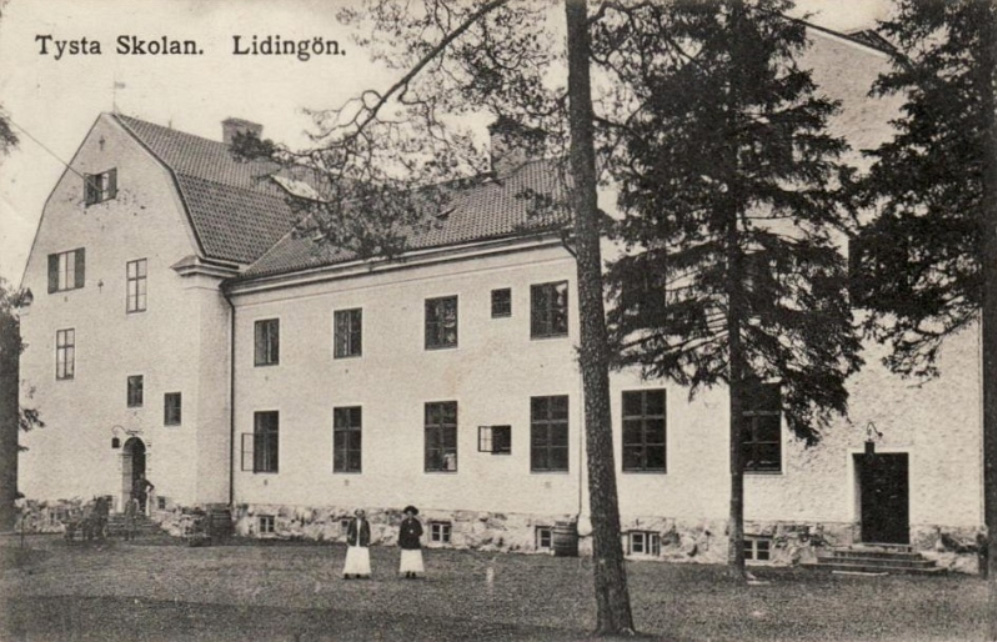
Tysta skolan på Lidingö, 1914

I slutet av 1800-talet reglerades de lantliga omgivningarna för Vasastans fortsatta expansion, varmed egendomens markvärde steg kraftigt. 1905 såldes den till Stockholms stad mot en köpeskilling av 1 miljon kronor, och därmed vad anstaltens framtida bestånd tryggad. Skolan lämnade 1910 de gamla lokalerna (vilka revs 1912) och hyrde tillfälligt in sig i grannfastigheten på Norrtullsgatan 24. Med hjälp av det nya kapitalet införskaffades en tomt vid Floravägen i Lidingö villastad, där ett nytt skolhus uppfördes med utrymme för 40 elever och tjänstgörande personal, och dit flyttade anstalten 1912.
Undervisningen hade 1905 bytts mot praktisk-teoretisk fortsättningsundervisning, detta medan andra tillkomna dövskolor stod för elevernas primärundervisningen. Skolan blev en vård- och uppfostringsanstalt för dövstumma flickor. De teoretiska lärokurserna omfattade 1918 undervisning i modersmålet, kristendom, räkning, geografi och historia, hälsolära och teckning. I den praktiska lärokursen ingick utbildning i matlagning och bakning, sömnad och vävnad, förutom tvätt, rengöring, städning. Skolan blev kostnadsfri, och undervisningstiden varade i två år.

### Yrkesskolan i Stockholm för hörselskadade

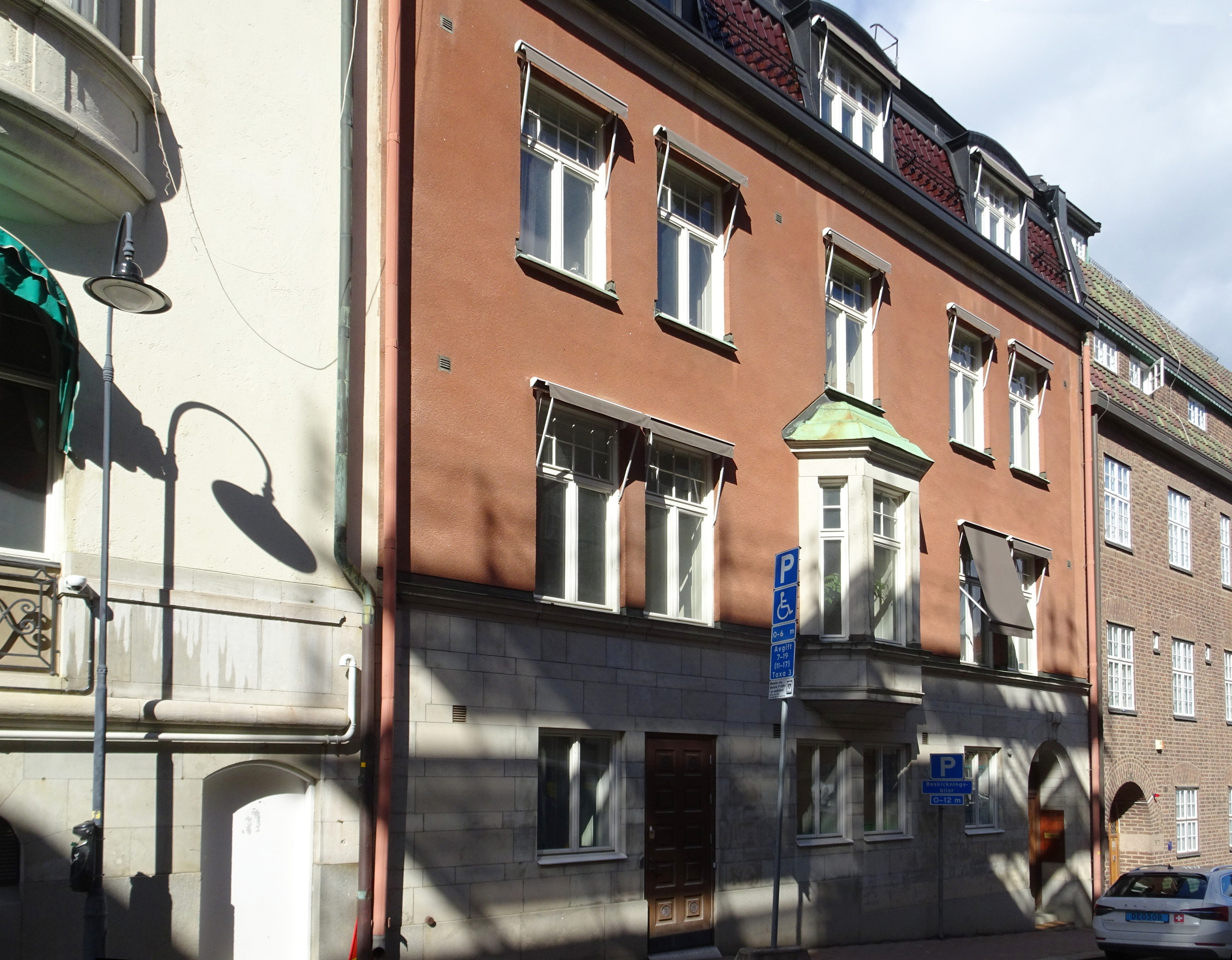
Trädlärkan 7, Sköldungagatan 7, 2022.

År 1938 omvandlades skolan till en yrkesskola. 1947 flyttade man till fastigheten Trädlärkan 7 vid Sköldungagatan 7 i Lärkstaden i Stockholm, och 1958 bytte man namn till Yrkesskolan i Stockholm för hörselskadade. Skolan upphörde 1971.

### Stiftelsen Tysta Skolan
Stiftelsen Tysta Skolan (STS), som utgjorde den ekonomiska grunden för skolan finns kvar än idag. Stiftelsen förvaltar de medel som finns och fördelar avkastningen i form av stipendier och anslag. Man huserar idag på Brahegatan 32.